# Municipio de Bjornson
El municipio de Bjornson (en inglés, Bjornson Township) es una subdivisión territorial del condado de McHenry, Dakota del Norte, Estados Unidos. Según el censo de 2020, tiene una población de 34 habitantes.
Abarca una zona rural.
No tiene autoridades ni funciones asignadas, por lo que es una subdivisión exclusivamente territorial.

## Geografía
Está ubicado en las coordenadas 47°53′47″N 100°54′31″O / 47.89639, -100.90861 (47.896338, -100.908473). Según la Oficina del Censo de los Estados Unidos, tiene una superficie total de 92,60 km², de la cual 91,87 km² corresponden a tierra firme y 0,73 km² es agua.

## Demografía
Según el censo de 2020, hay 34 personas residiendo en la región. La densidad de población es de 0,37 hab./km². La totalidad de la población son blancos. No hay hispanos o latinos residiendo en el área.